# Jonny Gray
Jonny Gray (London, Ontário; 05 de Maio de 1999) é um ator canadiano. Ele ficou mais conhecido por interpretar Maxwell "Max" Asher  no sitcom da Nickelodeon Max & Shred.

## Carreira
Jonathan Gray ou simplesmente  Jonny Gray nasceu em London, cidade da província de Ontário, Canadá; obteve sua grande chance em 2012, ganhando um concurso de vídeo para se tornar um repórter no torneio King’s Cup Elephant Polo Tournament, na Tailândia.
A 2014 disparou à fama graças a seu papel principal na série Max & Shred da Nickelodeon, interpretando 'Max Asher'.

## Filmografia
| Ano           | Título                                                   | Papel                     |
| ------------- | -------------------------------------------------------- | ------------------------- |
| 2013          | Paranormal Witness                                       | Dan (Jovem)               |
| 2014-2015     | Max & Shred                                              | Max Asher                 |
| 2014          | Last Flight of the Cosmonaut                             | Edvard                    |
| 2016          | Bruno & Boots: Go Jump in the Pool                       | Bruno                     |
| 2016          | Private Eyes                                             | Liam Benson (2 episódios) |
| 2016-presente | Ride                                                     | Josh Luders               |
| 2014-2017     | Ana e os Robôs                                           | Zack (7 episódios)        |
| 2017          | Bruno & Boots: This Can't Be Happening at Macdonald Hall | Bruno Walton              |
| 2017          | Bruno & Boots: The Wizzle War                            | Bruno Walton              |